# Palast von Sarvestan

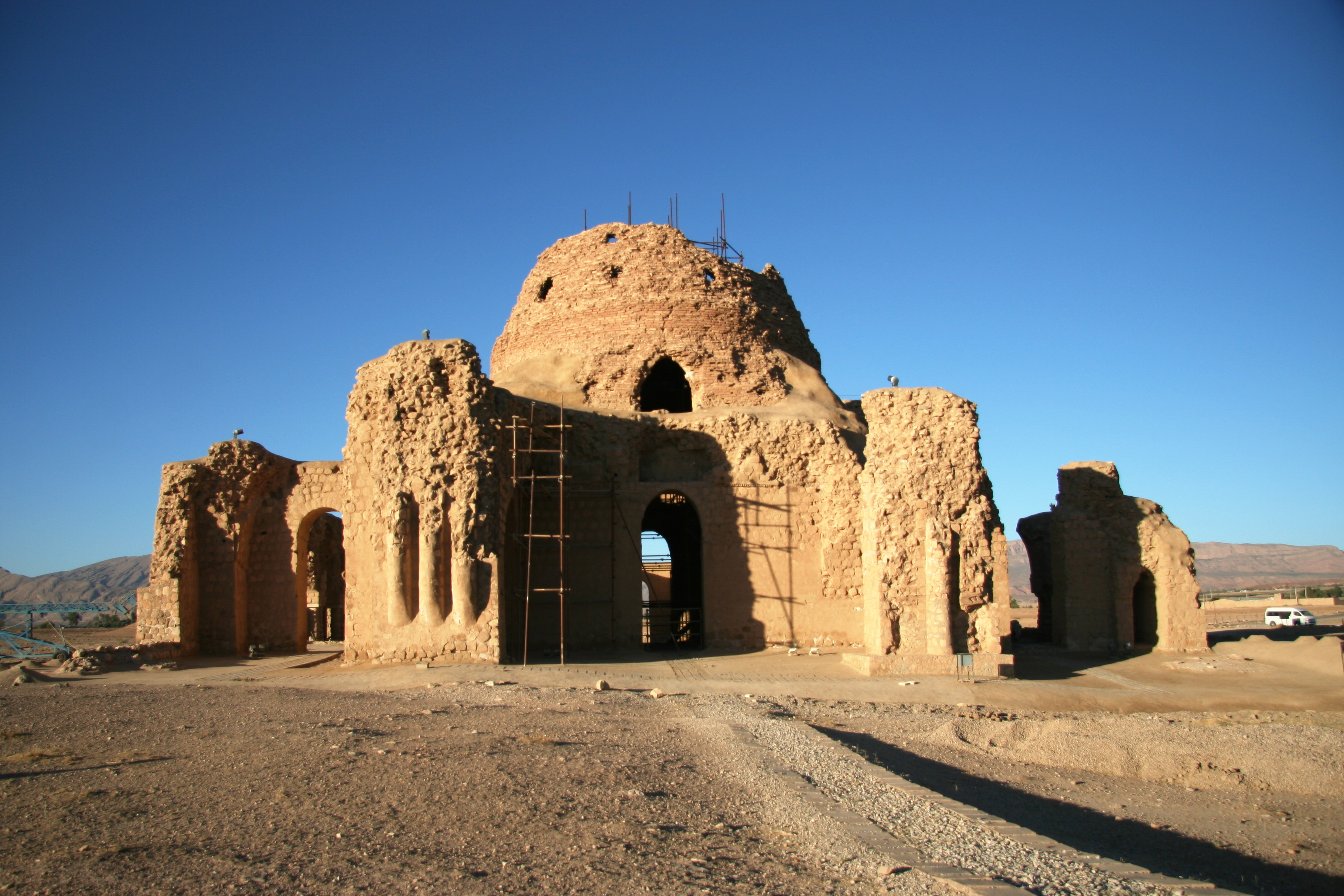
Palast von Sarvestan

Der Palast von Sarvestan (persisch کاخ ساسانی سروستان) ist ein Gebäude aus der Zeit der Sassaniden im Schahrestan Sarvestan in der Provinz Fars im Iran, etwa 90 km südöstlich der Stadt Schiras. Der Palast wurde im 5. Jahrhundert n. Chr. erbaut und seine genaue Nutzung ist unbekannt. Er könnte eine Regierungsresidenz oder ein zoroastrischer Feuertempel gewesen sein.

## Geschichte
Der Sarvestan-Palast wurde vom sassanidischen König Bahram V. (persisch: بهرام گور) (reg. 420–438) erbaut und beherrscht eine riesige, leere Ebene. Die Bezeichnung „Palast“ ist ein wenig irreführend, denn die Funktion des Monuments ist nicht wirklich geklärt. Möglicherweise handelte es sich um ein Jagdhaus oder sogar um ein Heiligtum. Das Problem wird noch dadurch verkompliziert, dass es nördlich des Palastes ein kleines Gebäude gegeben zu haben scheint, dessen Funktion unbekannt ist.

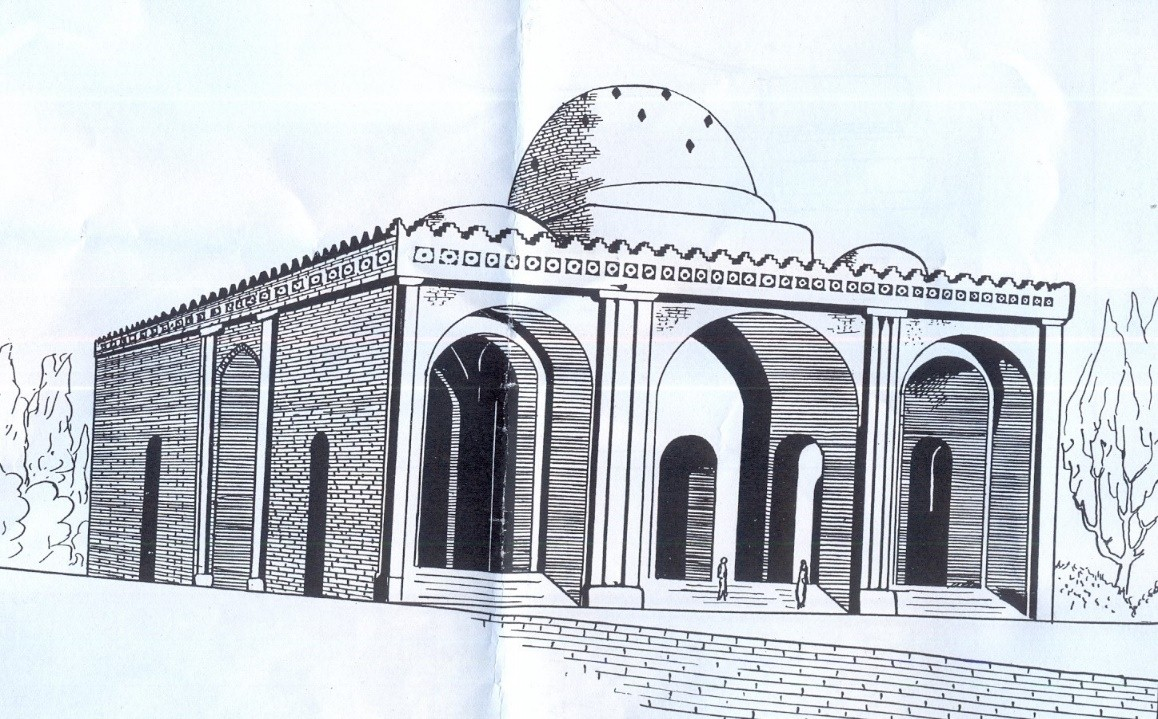
Zeichnerische Darstellung der Gebäuderekonstruktion

## Palastkomplex
Ein Besucher, der aus dem Süden gekommen wäre, hätte drei Iwans gesehen. Nachdem er den mittleren betreten hätte, wäre er in eine große quadratische Halle unter einer großen Kuppel aus gebrannten Ziegeln gelangt. Danach befand sich der Besucher auf einem rechteckigen Hof, der von den Wohnquartieren umgeben war. Das aus Stein und Mörtel errichtete Gebäude war mit feinen Verzierungen versehen, die teilweise erhalten sind.